# Nowy Zagórz
Nowy Zagórz – część miasta Zagórza oraz osiedle (jednostka pomocnicza gminy), w woj. podkarpackim, położone w jego zachodniej części.

## Obiekty
- Cmentarz greckokatolicki parafii pod wezwaniem św. Michała w Zagórzu
- Dwa drewniane domy przy ul. Wolności pod numerami 1 oraz 65 (dawniej 57), pochodząne z XIX wieku, w 1972 zostały włączone do uaktualnionego wówczas spisu rejestru zabytków Sanoka w jego nowych granicach administracyjnych (istniejących do 1977)[2].
- Nowy Zagórz (stacja kolejowa)
- Parafia św. Józefa Rzemieślnika w Nowym Zagórzu
- Gimnazjum nr 2 im. Prymasa Tysiąclecia Kardynała Stefana Wyszyńskiego
- Osiedle mieszkaniowe w Nowym Zagórzu w rejonie stacji kolejowej wykonało Sanockie Przedsiębiorstwo Budowlane[3].